# نخل‌خزک دم‌تیز
نخل‌خزک دم‌تیز یا به‌طور ساده نخل‌خزک (نام علمی: Berlepschia rikeri)، گونه‌ای از پرندگان در زیرخانواده Furnariinae از خانواده تنورمرغان (Furnariidae) است که در بولیوی، برزیل، کلمبیا، اکوادور، گویان فرانسه، گویان، پرو، سورینام و ونزوئلا یافت می‌شود.
نخل‌خزک دم‌تیز تنها عضو این سرده است و زیرگونه‌ای ندارد.
نخل‌خزک دم‌تیز در تمام طول سال ساکن است.

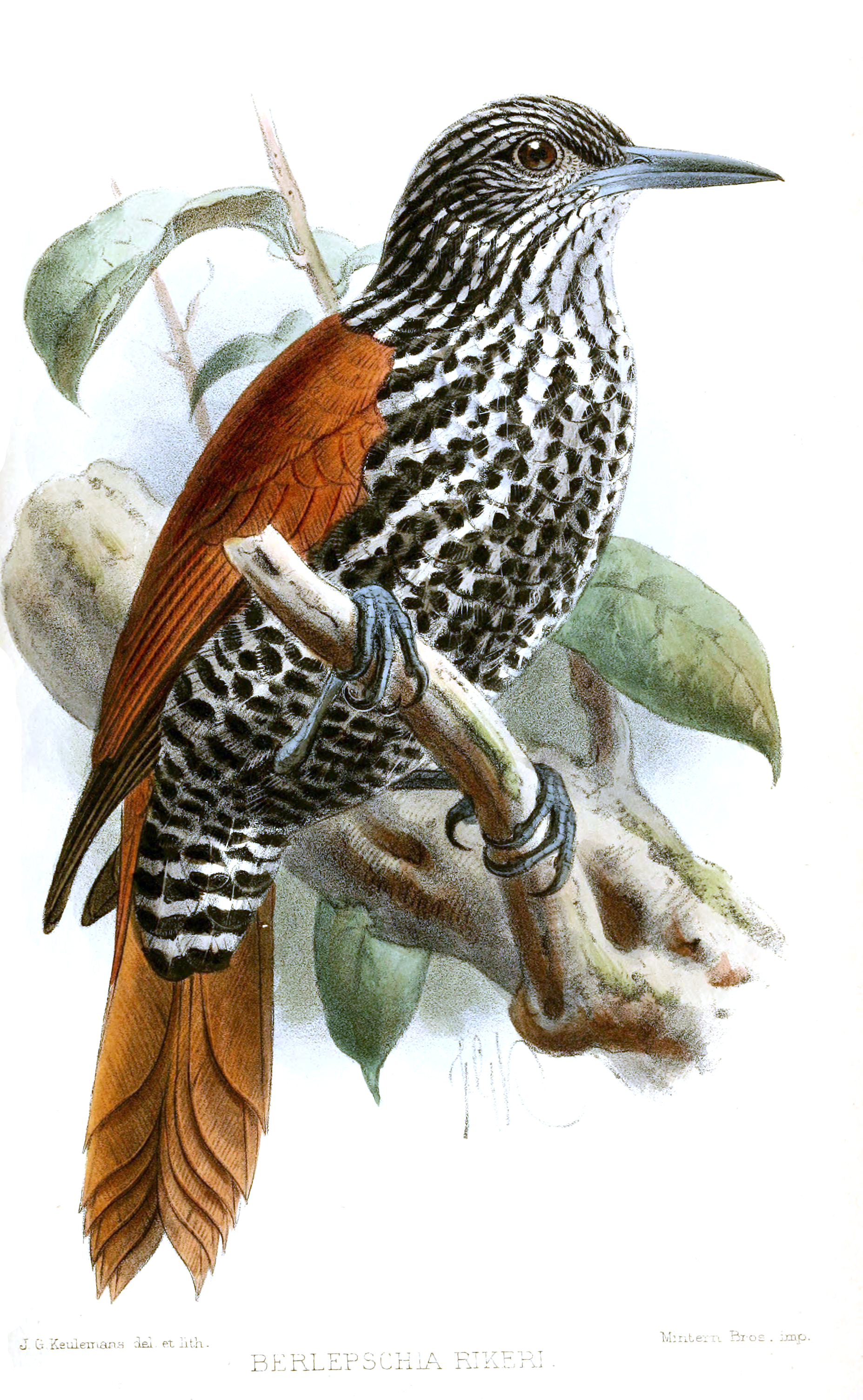
Berlepschia rikeri Keulemans 1889